# Campionati italiani di duathlon del 2005
I Campionati italiani di duathlon del 2005 sono stati organizzati dalla Federazione Italiana Triathlon e si sono tenuti a Monticelli Terme in Emilia-Romagna, in data 9 ottobre 2005.
Tra gli uomini ha vinto Alessandro Alessandri (T.D. Rimini), mentre la gara femminile è andata a Laura Giordano (Silca Ultralite).

## Risultati

### Élite uomini
| Pos. | Atleta                | Società sportiva             | Corsa    | Bici     | Corsa    | Totale   |
| ---- | --------------------- | ---------------------------- | -------- | -------- | -------- | -------- |
|      | Alessandro Alessandri | T.D. Rimini                  | 00:29:38 | 00:57:51 | 00:15:41 | 01:43:10 |
|      | Alessio Picco         | Peperoncino Team             | 00:29:38 | 00:58:45 | 00:15:27 | 01:43:50 |
|      | Luca Nascimbeni       | Triathlon Alto Adige         | 00:31:12 | 00:56:16 | 00:16:37 | 01:44:05 |
| 4    | Daniele Ferrero       | T.D. Rimini                  | 00:29:39 | 00:58:43 | 00:15:59 | 01:44:21 |
| 5    | Matteo Caliendo       | Zeppelin Triathlon Team      | 00:29:56 | 00:58:33 | 00:16:17 | 01:44:46 |
| 6    | Massimiliano Sansone  | Minerva Roma                 | 00:31:10 | 00:57:19 | 00:16:28 | 01:44:57 |
| 7    | Massimo Torsani       | T.D. Rimini                  | 00:31:09 | 00:57:16 | 00:17:05 | 01:45:30 |
| 8    | Gianpaolo Papes       | Freetime Triathlon           | 00:29:55 | 00:59:41 | 00:16:16 | 01:45:52 |
| 9    | Piergiorgio Conti     | T.D. Rimini                  | 00:30:29 | 00:59:08 | 00:16:39 | 01:46:16 |
| 10   | Marco Galeasso        | Torino 3                     | 00:30:24 | 00:59:11 | 00:17:22 | 01:46:57 |
| 11   | Alessandro Soldà      | I Due Soli                   | 00:31:46 | 01:00:55 | 00:16:26 | 01:49:07 |
| 12   | Marco Verardo         | CUS Parma Medel              | 00:31:56 | 01:00:41 | 00:16:38 | 01:49:15 |
| 13   | Marco Bethaz          | Valle d'Aosta                | 00:32:14 | 01:00:22 | 00:16:52 | 01:49:28 |
| 14   | Manuel Nulli          | Bardolino                    | 00:32:14 | 01:00:23 | 00:17:04 | 01:49:41 |
| 15   | Lorenzo Schiavi       | Pro Piacenza Team            | 00:31:56 | 01:00:43 | 00:17:04 | 01:49:43 |
| 16   | Alessio Ambroset      | Triteam                      | 00:32:12 | 01:00:30 | 00:17:10 | 01:49:52 |
| 17   | Andrea Marabini       | Gabbi                        | 00:33:03 | 01:01:19 | 00:16:58 | 01:51:20 |
| 18   | Guido Ricca           | Triathlon Cremona Stradivari | 00:32:41 | 01:01:35 | 00:17:10 | 01:51:26 |
| 19   | Emiliano Vanalesta    | Black Spruts Fdm             | 00:32:51 | 01:01:17 | 00:17:35 | 01:51:43 |
| 20   | Giacomo Sansoni       | Triathlon Club Pistoia       | 00:33:21 | 01:00:48 | 00:17:48 | 01:51:57 |

### Élite donne
| Pos. | Atleta                 | Società sportiva     | Corsa    | Bici     | Corsa    | Totale   |
| ---- | ---------------------- | -------------------- | -------- | -------- | -------- | -------- |
|      | Laura Giordano         | Silca Ultralite      | 00:33:38 | 01:05:03 | 00:17:55 | 01:56:36 |
|      | Ljudmilla Di Bert      | Gabbi                | 00:36:05 | 01:07:08 | 00:18:40 | 02:01:53 |
|      | Lisa Desiderà          | G.P. Triathlon       | 00:37:26 | 01:05:45 | 00:20:36 | 02:03:47 |
| 4    | Maria Rosa Ognissanti  | Silca Ultralite      | 00:36:48 | 01:10:51 | 00:20:24 | 02:08:03 |
| 5    | Cinzia Arduzzoni       | CUS Parma Medel      | 00:39:34 | 01:09:52 | 00:20:04 | 02:09:30 |
| 6    | Patrizia Dorsi         | Pro Piacenza Team    | 00:39:36 | 01:09:50 | 00:20:30 | 02:09:56 |
| 7    | Sylvia Alber           | Triathlon Alto Adige | 00:38:46 | 01:10:43 | 00:22:10 | 02:11:39 |
| 8    | Stefania Zambello      | Gabbi                | 00:38:15 | 01:11:12 | 00:23:09 | 02:12:36 |
| 9    | Cristiana Barchiesi    | Pro Patria Acros     | 00:40:22 | 01:11:19 | 00:21:33 | 02:13:14 |
| 10   | Edwige De Mattia       | Los Tigres           | 00:41:15 | 01:13:19 | 00:21:25 | 02:15:59 |
| 11   | Gabriella Mazza        | Multisport Catania   | 00:41:27 | 01:13:07 | 00:21:28 | 02:16:02 |
| 12   | Lucia Polimeno         | Gabbi                | 00:38:49 | 01:16:45 | 00:21:43 | 02:17:17 |
| 13   | Pinuccia Ferrari       | Triathlon Genova     | 00:43:09 | 01:16:19 | 00:25:52 | 02:25:20 |
| 14   | Gigliola Colautti      | Triteam              | 00:46:15 | 01:17:06 | 00:26:01 | 02:29:22 |
| 15   | Maria Gabriella Cicero | Multisport Catania   | 00:44:50 | 01:21:15 | 00:24:35 | 02:30:40 |
| 16   | Bertilla Rossato       | Fumane Triathlon     | 00:48:55 | 01:15:57 | 00:27:15 | 02:32:07 |
| 17   | Laura Zanini           | Scaligera Tri T      | 00:47:10 | 01:29:20 | 00:26:27 | 02:42:57 |